# Bill Struth
Bill Struth (Leith, 1875. június 16. – Glasgow, 1956. szeptember 21.) skót labdarúgóedző. A Rangers második edzője. A brit labdarúgás egyik legsikeresebb trénere a maga 30 aranyérmével.

## Pályafutása
Struth 1914-ben lett a Rangers másodedzője egészen 1920-ig. Amikor William Wilton vezetőedző váratlanul elhunyt, Struth vette át a stafétabotot, és egészen 1954-ig a skót csapat edzője volt, lemondásáig.

## Sikerei, díjai
Rangers
- Skót bajnok (első osztály) (18): 1920–21, 1922–23, 1923–24, 1924–25, 1926–27, 1927–28, 1928–29, 1929–30, 1930–31, 1932–33, 1933–34, 1934–35, 1936–37, 1938–39, 1946–47, 1948–49, 1949–50, 1952–53
- Skót kupa (10): 1927–28, 1929–30, 1931–32, 1933–34, 1934–35, 1935–36, 1947–48, 1949–50, 1952–53
- Skót ligakupa (2): 1946–47, 1948–49

## Statisztikák
| Rangers | skót | 1920. május 28. | 1954. június 15. | 1655 | 1134 | 296 | 224 | 68.52 |